# Enicospilus nigronotatus
Enicospilus nigronotatus là một loài tò vò trong họ Ichneumonidae.